# Eurostar (衛星バス)
Eurostar (ユーロスター) はエアバス・ディフェンス・アンド・スペース (旧 EADS アストリアム) が展開する静止衛星用衛星バスシリーズである。これまでに70機以上が発注されている静止衛星用バスのベストセラーの一つで、高い信頼性が実証されている。2013年12月にはシリーズとして軌道上運用時間の累計が500年に到達した。放送やモバイルサービス、ブロードバンドサービス、セキュア通信など、さまざまな通信ニーズに対応できるよう設計されている。 

## 概要
Eurostarは、1980年代半ばにブリティッシュ・エアロスペースとマトラ・マルコーニ・スペースの合弁によるユナイテッド・サテライトで開発された。両社の社内要求仕様を元に、重量1.8-2.5トンでペイロード用電力は1,300-2,600ワット、アリアン4で地上から、あるいはスペースシャトルのPAM-D2で宇宙空間から軌道投入するという仕様がまとめられた。Eurostarは、設計概念としてデジタルアビオニクスシステムモジュールを初めて取り入れた商用衛星バスであった。主要な衛星パラメータはすべてソフトウェア側に取り込まれており、ハードウェアを変更することなくミッション固有の要件が実装できるようになっていた。設計当初の構造や機器構成には大きな余裕が持たせてあったため、1987年から1992年にかけてペイロードの質量および供給電力は4倍以上に拡張されたにもかかわらず、最小限の再認定作業で実現できた。その後、通信容量の増大に伴ってミッション機器の追加要求が高まるのに合わせて、段階的に供給電力と推進系の強化やミッション機器およびアンテナの収容スペース拡大を行って製品ラインを拡充していった。EurostarシリーズはE1000、E2000、E2000+、E3000と発展してきているが、全体的な構成はこの20年の間 本質的に変化していない。軌道上寿命を延長して衛星システムのコストを削減し、より効率的で高性能なミッション機器を搭載するために、大型化・強化が行われている。現行モデルのEurostar E3000は、軌道上で実証されて確立済みの基本構成をそのままに、最新技術を適用して大幅に強化されており、多くの衛星は打ち上げ質量4-6トン級、供給電力は4-15キロワット程度である。2014年に投入されたE3000eは、静止トランスファ軌道から静止軌道への遷移に電気推進を使用する電化衛星になっている。

## 参照資料
1. ↑  Astrium celebrates 500 years of successful Eurostar satellite operation in orbit, UKspace, 27.12.2013
2. ↑  Eurostar E3000 Three-Year Flight Experience and Perspective, Jean-François Poussin and Gerard Berger, EADS Astrium, Toulouse, AIAA-2007-3124, 25th AIAA International Communications Satellite Systems Conference, Seoul, South Korea, Apr. 10-13, 2007 [リンク切れ]